# Nepokoreni grad (televizijska serija)
Nepokoreni grad je hrvatska dramska serija iz 1981. godine, u 14 epizoda. Prvi put je emitirana u razdoblju od sredine veljače do kraja svibnja 1982., a prikazuje većim dijelom povijesne događaje za vrijeme II. svjetskog rata u  NDH i uglavnom u Zagrebu i njegovoj okolici (Kerestinec,  Dotršćina).
Redatelji su bili Eduard Galić, Vanča Kljaković, Zoran Tadić i dr. Scenarije su pisali Milan Šećerović, Milivoj Matošec, Pavao Pavličić, Hrvoje Hitrec i dr. Glazbu je skladao Alfi Kabiljo a pjesmu  "I tako prolaze dani" na stihove Bertolta Brechta pjeva Drago Mlinarec.

## Produkcija
- Redatelji/redateljice:
  - Eduard Galić
  - Vanča Kljaković
  - Zoran Tadić
  - Ljiljana Jojić
  - Željko Belić
  - Stipe Delić

- Scenaristi:
  - Milan Šećerović
  - Milivoj Matošec
  - Pavao Pavličić
  - Hrvoje Hitrec

- Glazba:
  - Alfi Kabiljo

## Glumci/likovi
- Mustafa Nadarević – Brko Serdar
- Pavle Bogdanović – Mrki
- Milan Štrljić – Vlado Tkalčić zvani Laufer (lik inspiriran ličnošću Ratka Javornika)
- Jelisaveta Sablić – Seka
- Vanja Drach – kipar
- Ena Begović – Ana Majdić
- Mira Furlan – Zdenka
- Uglješa Kojadinović – Divko Budak
- Antun Nalis – ribić
- Vera Zima – Nada
- Inge Appelt – Budakova supruga
- Mihailo Janketić – bojnik Tomić
- Relja Bašić – gazda Milan
- Boris Buzančić – direktor
- Gordan Piculjan – ustaša
- Ilija Ivezić – željezničar
- Ante Rumora – glumac u partizanima / ustaški natporučnik Rac
- Ivka Dabetić – Kamelija Cilić
- Franjo Majetić – Bojnik Ravnikar
- Sreten Mokrović – Albin
- Đuro Utješanović – ustaša
- Kruno Valentić – gospodin Mijo
- Ljubo Kapor – policajac Mučan / policijski agent
- Otokar Levaj – profesor Luka Ivić
- Milka Podrug Kokotović – majka Ivana Gorana Kovačića
- Emil Glad – domobranski časnik u kavani
- Ivo Serdar – gospodin Vitek
- Špiro Guberina – August Cilić
- Mate Ergović – nadzornik Tučan
- Pero Kvrgić – August Cesarec
- Boris Bakal – Viktor Rosenzweig
- Irena Kolesar – Markova majka
- Igor Galo – Toni
- Ivo Gregurević – profesor Hrastinski
- Ivo Krištof
- Miljenko Brlečić – Žuti
- Izet Hajdarhodžić – Vladimir Nazor
- Predrag Ejdus – Otokar Keršovani
- Ivica Katić – Ognjen Prica
- Miro Švec – Andrija Žaja
- Marijan Lovrić – Ivan Krndelj
- Faruk Begolli – Ivo Lola Ribar
- Ilija Džuvalekovski – Dr. Ivan Ribar
- Enes Kišević – Ivan Goran Kovačić

## Epizode
1. Burevjesnik
2. Smrt fašizmu – sloboda narodu
3. Nepokoreni
4. 72 – 96
5. Dugi bijeg
6. Udarne grupe
7. Čamac na Kupi
8. Čovjek u sjeni
9. Crna kožna torba
10. Glumac
11. Smrt sekretara
12. Četvorka
13. Galeb
14. Kraj rata

## Vanjske poveznice
- Nepokoreni grad u internetskoj bazi filmova IMDb-a